# Korthornad ögonbagge
Korthornad ögonbagge (Pseudeuglenes pentatomus) är en skalbaggsart som först beskrevs av Thomson 1864.  Korthornad ögonbagge ingår i släktet Pseudeuglenes, och familjen ögonbaggar. Enligt den svenska rödlistan är arten sårbar i Sverige. Arten förekommer i Götaland, Gotland, Svealand, Nedre Norrland och Övre Norrland. Artens livsmiljö är skogslandskap, jordbrukslandskap.